# Deimos (thần thoại)
Deimos /ˈdaɪˌmɒs/ (tiếng Hy Lạp cổ: Δεῖμος, phát âm [dêːmos], có nghĩa là sợ hãi, là vị thần khủng bố trong thần thoại Hy Lạp. Deimos là con trai của Ares và Aphrodite, và là anh em sinh đôi của Phobos; Deimos là thần đại diện cho những cảm giác sợ hãi xảy ra giữa những người chiến đấu, trong khi Phobos nhân cách hóa cảm giác sợ hãi và hoảng loạn. Giống như Phobos, Deimos từng là một trong những người hầu của Ares và hai người họ thường đi cùng cha mình khi Ares chiến đấu trong cỗ xe của mình, cùng với Enyo, nữ thần chiến tranh và đổ máu, và Eris, nữ thần xung đột. Tương đương với La Mã của Deimos là Formido hoặc Metus.

## Tên gọi
Năm 1877, nhà thiên văn học người Mỹ Asaph Hall đã phát hiện ra hai vệ tinh tự nhiên của Sao Hỏa. Hall đặt tên cho hai vệ tinh này là Phobos và Deimos. Deimos là vệ tinh nhỏ hơn trong số hai vệ tinh.